# Madison Young
Madison Young, née le 20 septembre 1980 à Loveland (Ohio), est une actrice de films pornographiques, réalisatrice, productrice et féministe américaine.

## Biographie
Madison Young est connue pour ses films bondage, lesbienne, interracial...
Elle apparait dans les documentaires de 2010 Too Much Pussy! Feminist Sluts, a Queer X Show d'Émilie Jouvet et Wendy Delorme, ainsi que dans Mutantes en 2009 de Virginie Despentes.
Madison Young a créé une "Madison Bound Productions" pour ses films. Elle a aussi écrit dans une publication académique sur les Porn studies.

## Récompenses et nominations
- 2008 : Feminist Porn Award - Hottest Kink Movie, Bondage Boob Tube[4]
- 2009 : Feminist Porn Award - Indie Porn Pioneer
- 2009 : Feminist Porn Award - Hottest Kink Movie, Perversions of Lesbian Lust Vol.1
- 2010 : Feminist Porn Award - Best Bi Movie, Fluid: Men Redefining Sexuality

## Filmographie succincte
- 2003 G Marks the Spot
- 2004 Used and Abused 2
- 2005 Sex Kittens 20
- 2006 Madison Young's Bondage Boob Tube
- 2007 No Boyz No Toyz
- 2008 Driven To Ecstasy 1
- 2009 S.O.S.: Strap-On Sluts 1 & 2
- 2010 Women Seeking Women 60
- 2010 Women Seeking Women 62
- 2010 Girls Kissing Girls 5
- 2011 Women Seeking Women 71
- 2011 Too Much Pussy! d'Émilie Jouvet
- 2012 Foot Fetish Sluts
- 2013 Real L Word XXX: NYC Edition
- 2014 Best Friends 17
- 2015 Le Baiser d'Ovidie